# Lorenzo Mazzoleni
Lorenzo Mazzoleni (Lecco, 15 dicembre 1966 – K2, 29 luglio 1996) è stato un alpinista italiano.

## Biografia
La sua passione per la montagna inizia da bambino quando attorno ai dieci anni si iscrive ai corsi dell’Alpinismo giovanile del Cai Lecco e scopre le montagne di casa, le Prealpi lombarde.
Nel 1980, a 14 anni, il Gran Paradiso è il suo primo 4.000 metri.
A 18 anni diventa un membro dei Ragni della Grignetta di Lecco.
Nel 1986, a 19 anni, partecipa alla sua prima spedizione extraeuropea. È in Patagonia con i Ragni con cui apre insieme ai suoi compagni la prima via sulla Ovest del Sarmiento, nella Terra del Fuoco. 
Nel 1988, a 22 anni, parte per l’Himalaya e conquista il suo primo Ottomila, il Cho Oyu.
A 23 anni viene ammesso al Club degli Accademici del Cai.
Nel 1990 realizza tre prime invernali: la direttissima della Cima Busazza, la direttissima della Sud-Ovest del Croz dell’Altissimo e lo spigolo Videsott della Cima Busazza.
Nel 1992 realizza la prima invernale della via al Pilone Centrale alla cima Su Alto in Civetta e qualche mese dopo arriva in cima al tetto del mondo: l’Everest.
Nel 1993 sale l’Aconcagua, la cima più alta del sud America.
Nel 1995 scala il McKinley nell’America settentrionale. Comincia così a formarsi il progetto di scalare le Seven Summits, le cime più alte di ogni continente.
Nel 1996 prende parte alla spedizione al K2 dei Ragni della Grignetta in occasione del cinquantesimo anniversario di fondazione del gruppo. Il 29 luglio raggiunge la cima, ma durante la discesa muore scivolando al Collo di Bottiglia Mazzoleni.